# İsgəndər Aznaurov
İsgəndər Söhrab oğlu Aznaurov (eingedeutscht Iskändär Asnaurow; * 16. August 1956 in Galaosiyo, Provinz Buxoro, Usbekische SSR, UdSSR; † 18. April 1993 im Dorf Örükdaş, Rayon Gədəbəy, Aserbaidschan) war ein aserbaidschanischer Offizier. Er starb im Ersten Bergkarabachkrieg und wurde mit dem Titel Nationalheld Aserbaidschans ausgezeichnet.

## Biographie
Aznaurov war in die Familie der türkischsprachigen Volksgruppe Mescheten im usbekischen Galaosiyo nahe Buxoro hineingeboren.
Nach dem Schulabschluss diente er Mitte der 1970er Jahre in der Roten Armee im ukrainischen Tscherkassy. Im Anschluss daran ließ er sich im Taschkenter Institut für Bewässerung und Melioration (heute Taschkenter Institut für Bewässerungs- und landwirtschaftliche Mechanisierungsingenieure) einschreiben.
Bis Ende der 1980er Jahre war Aznaurov in einem Sowchos in der Stadt Ohangaron der Provinz Taschkent tätig. Im Mai–Juni 1989 kam es zu den sogenannten Pogromen von Farg‘ona. Infolge der gewaltsam ausgetragenen interethnischen Auseinandersetzungen zwischen Usbeken und Mescheten mussten bis zu 16.000 Mescheten Usbekistan verlassen. Aznaurov zog mit seiner Familie nach Aserbaidschan und ließ sich in der Stadt Şəmkir nieder.
Mit Beginn armenisch-aserbaidschanischer Zusammenstöße in Bergkarabach trat er Anfang 1992 als Freiwilliger in die aserbaidschanische Armee ein und beteiligte sich unter anderem an den Gefechten um die Verteidigung der Ortschaften der Provinz Gədəbəy. Für seine kämpferischen Fähigkeiten bei der Einnahme der Ortschaft Başkənd (Bashkend, Arzwaschen) im August 1992 erhielt er den Spitznamen „Artillerist-Iskander“. Obwohl er ab März 1993 ernsthafte gesundheitliche Probleme hatte, lehnte er die Behandlung ab und nahm im April am Gefecht um das Dorf Örükdaş (Örükdasch) von Gədəbəy teil, wo er bei einem Artilleriebeschuss der armenischen Einheiten ums Leben kam.
Aznaurov wurde auf der Ehrenalle von Baku (Fəxri Xiyaban) beigesetzt.

## Andenken
Per Dekret des Präsidenten Aserbaidschans vom 15. Januar 1995 wurde Aznaurov der Titel Nationalheld Aserbaidschans verliehen.
In Şəmkir tragen eine Straße und eine Schule seinen Namen.